# Samuel Anim
Samuel Anim (Accra, 24 juli 1989 – Aburi, 1 augustus 2015) was een Ghanees wielrenner.

## Carrière
In 2009 werd Anim nationaal kampioen op de weg, nadat hij een jaar eerder al tweede was geworden. In 2013 werd hij twaalfde in de wegwedstrijd tijdens de Afrikaanse kampioenschappen. Een jaar later nam hij deel aan de Gemenebestspelen, waar hij op plek 44 eindigde in de tijdrit en de wegwedstrijd niet uitreed.
In 2015 werd hij tijdens een training aangereden door een motorfiets, waarna hij in het ziekenhuis dood werd verklaard.

## Overwinningen
2009
 Ghanees kampioen op de weg, Elite